# Vesna Mišanović
Vesna Mišanović (z domu Bašagić, ur. 27 listopada 1964) – bośniacka szachistka, arcymistrzyni od 1991 roku.

## Kariera szachowa
Od połowy lat 80. XX wieku należała do ścisłej czołówki jugosłowiańskich, a następnie bośniackich szachistek. W latach 1988–2000 sześciokrotnie uczestniczyła w szachowych olimpiadach (1988 i 1990 w barwach Jugosławii, od 1992 - Bośni, wszystkie starty w bośniackiej drużynie na I szachownicy). W swoim dorobku posiada dwa brązowe medale, które zdobyła w roku 1988: wraz z drużyną oraz za indywidualny wynik na IV szachownicy. Oprócz tego, trzykrotnie (w latach 1992–1999, za każdym razem na I szachownicy) reprezentowała barwy Bośni w drużynowych mistrzostwach Europy, w pierwszym starcie zdobywając dwa srebrne medale: za wynik indywidualny oraz rankingowy. Trzykrotnie brała udział w turniejach międzystrefowych (eliminacji mistrzostw świata), najlepszy wynik uzyskując w roku 1995 w Kiszyniowie, gdzie podzieliła VII miejsce wraz z Nino Gurieli i Swietłaną Matwiejewą.
Do sukcesów Vesny Mišanović w międzynarodowych turniejach należą m.in. II m. w Puli (1990, turniej strefowy), I-II m. w Atenach (1991, wraz z Mariną Makropoulou), I-II m. w Nowej Goricy (1992, wraz z Camillą Baginskaite) oraz II m. w Chrudimie (1994, za Margaritą Wojską).
Najwyższy ranking w karierze osiągnęła 1 stycznia 1997 r., z wynikiem 2395 punktów zajmowała wówczas 25. miejsce na światowej liście FIDE, jednocześnie zajmując 1. miejsce wśród szachistek Bośni i Hercegowiny.